# 賴堂
賴堂（?—?），广东韶关南雄市乌迳镇孔塘村委会大迳村人。清朝進士。
孔塘村进士牌坊位于广东省南雄市乌迳镇孔塘村赖氏祠堂前。该牌坊为纪念村人赖堂在乾隆甲戌（1754年）科中进士而立。
孔塘村进士牌坊位于广东省南雄市乌迳镇孔塘村赖氏祠堂前，为三开间三重楼四柱全石结构。楼已毁，次间宽1.6米，高4米，次间用青砖封。四柱前后设置石质抱鼓一对。梁柱铆合，坚稳高峙，两面刻有浮雕人物、龙、狮等。坊正额横书“进士”两个楷体字，落款为“乾隆十九年甲戌科中第二十五名”，额下书“科甲流芳”，坊背额书“进士”楷体大字，落款为“乾隆三十年岁次乙酉孟秋”，额下横书“翰外珠环”，该牌坊为纪念村人赖堂在乾隆甲戌（1754年）科中进士而立。1997年被列为南雄市文物保护单位。